# Babiana pubescens
Babiana pubescens är en irisväxtart som först beskrevs av Jean-Baptiste de Lamarck, och fick sitt nu gällande namn av Gwendoline Joyce Lewis. Babiana pubescens ingår i släktet Babiana och familjen irisväxter. Inga underarter finns listade i Catalogue of Life.